# حسين بن علي الوفائي
حسين بن علي بن محمد الوفائي (1700 - 13 يونيو 1743) (1112 - 21 ربيع الآخر 1156) صوفي وشاعر شامي من أهل القرن الثامن عشر الميلادي/ الثاني عشر الهجري. ولد بحلب ونشأ بها. قرأ القرآن على محمد قدرة، وأخذ عن يوسف الدمشقي الأصول والفروع، وعن قاسم النجار. تسلم زاوية الوفائية بحلب سنة 1135 هـ/ 1732 م. توفي فيها عن عمر 44 عامًا. له ديوان بديعيات كله في توسل ومديح نبوي والصحابة والأولياء، وخصوصًا شيخه أبو بكر الوفائي. وديوانه مخطوط يحتفظ بدار الكتب الظاهرية.

## سيرته
هو حسين بن علي بن محمد بن حسين بن محمد بن عثمان الوفائي. ولد سنة 1112 هـ/ 1700 م بحلب عاصمة إيالة حلب العثمانية ونشأ بها. قرأ القرآن على الشيخ محمد الشهير بقدره وأخذ العلوم أصولا وفروعا عن يوسف الدمشقي مفتي حلب وعن قاسم النجار وغيرهما. سلك التصوف وجلس على السجادة في الزاوية الشيخ أبي بكر ابن أبي الوفا بعد وفاة والده في 1135 هـ/ 1723 م.

من تلامذته ابنه مصطفى.

توفي حسين الوفائي في الساعة الثالثة من نهار 21 ربيع الثاني 1156 / 13 يونيو 1743 في مسقط رأسه.

## شعره
كان شاعرا وله ديوان شعر كله توسل ومدح في النبي محمد والصحابة والأولياء خصوصا في شيخه أبي بكر الوفائي. من شعره قوله من قصيدة نبوية:
وله قبل وفاته بأيام قليلة قوله:
وله أيضًا: